# 映像新社
株式会社映像新社（えいぞうしんしゃ）はかつて存在した大分県大分市に本社をおくテレビ番組の制作プロダクション。
1983年に設立。テレビコマーシャル、テレビ番組を主に制作し、撮影からポストプロダクションまでを一貫して自社で行えるようになっている。